# کوریاچه
کوریاچه (به صربی: Kurjače) یک منطقهٔ مسکونی در صربستان است که در ولیکو گردیشت واقع شده‌است. کوریاچه ۹۶۴ نفر جمعیت دارد.